# Irefleksivna relacija
Antirefleksivna (irefleksivna) relacija je ona binarna relacija za koju vrijedi, uz zadani skup S te binarnu relaciju R na skup S, tj.
R ⊆ S × S .
Često se običava umjesto {\displaystyle (x,y)\in R} pisati 
{\displaystyle xRy}
Relacija je antirefleksivna (irefleksivna) ako je 
{\displaystyle \neg (x{\mathcal {R}}x),\forall x\in A} (niti jedan element ne smije biti u relaciji sam sa sobom, niti za jedan x iz skupa A ne vrijedi xRx)